# بيتر هارتز
بيتر هارتز (بالألمانية: Peter Hartz) (من مواليد 9 أغسطس 1941 في زانكت إنغبرت)، كان مديرًا تنفيذيًا للموارد البشرية في الشركة العامة الألمانية فولكس فاجن. وتعود ملكية عشرين بالمائة من أسهم فولكس فاجن إلى ولاية سكسونيا السفلى. أصبح هارتز بارزًا كمستشار للمستشار الألماني ورئيس وزراء سكسونيا السفلى السابق، غيرهارد شرودر، الذي طور معه هارتز ما يسمى بإصلاحات هارتز لسوق العمل الألماني ووكالات التوظيف. تم تسمية إعانة الرعاية الاجتماعية الألمانية، هارتز الرابع، على اسم المرحلة الرابعة من إصلاحاته.